# クーヘン (町村)
クーヘン (ドイツ語: Kuchen) は、ドイツ連邦共和国バーデン＝ヴュルテンベルク州シュトゥットガルト行政管区のゲッピンゲン郡に属す町村（以下、本項では便宜上「町」と記述する）である。

## 地理

### 位置
クーヘンの町域は、フィルス川の段丘、海抜 386 から約 720 m に位置している。フィルス川はガイスリンゲン近郊で最も東に到達した後、シュヴェービシェ・アルプ山麓の西辺に沿ってゆっくりと向きを変えている。クーヘン集落はこの川の幅広い谷に含まれており、郡庁所在地ゲッピンゲンから南東に約 13 km にあたる。中心部は川の左岸（西岸）にあり、高度は海抜約 407 m である。川筋が北西に曲がる箇所にはシュヴェービシェ・アルプの小さな張り出し部がある。

### 隣接する市町村
クーヘンは、北西はギンゲン・アン・デア・フィルス、北東はドンツドルフ、南東はガイスリンゲン・アン・デア・シュタイゲ、南西はバート・ユーバーキンゲンと境を接する。いずれもクーヘンと同じゲッピンゲン郡に属している。

### 自治体の構成
自治体クーヘンには、クーヘン集落と、ハウス・ジュートドイチェ・バウムヴォルインドゥストリー、および廃集落のシュピッツェンベルク（城）、ベルトリンスホーフ、ゼールホーフェンが含まれる。

### 土地利用
| 用途                 | 面積 (ha) | 占有率 (%) |
| -------------------- | --------- | ---------- |
| 住宅地               | 76        | 8.5        |
| 商工業地             | 23        | 2.6        |
| レクリエーション用地 | 13        | 1.4        |
| その他市街地         | 10        | 1.1        |
| 交通用地             | 55        | 6.1        |
| 農業用地             | 329       | 36.8       |
| 森林                 | 375       | 41.9       |
| 水域                 | 6         | 0.6        |
| その他               | 8         | 0.9        |
| 合計                 | 895       | 100        |

2022年現在の州統計局のデータに基づく。

## 歴史

### 概要
ヒトが定住した最初の痕跡は骨壺墓地文化の時代（紀元前1200年から紀元前800年）のものである。ローマ時代の集落跡は知られていないが、考古学的出土品からフィルス川の北側にメロヴィング朝時代の墓地があったことが証明されている。フィルス川の南岸にもう一つの埋葬地が証明されるかどうかは不明である。地名のクーヘン（ドイツ語: Kuchen、「焼き菓子」を意味する）は、ケーキ状のスラグが生成される鉄の精錬と関係がある可能性がある。これに該当する出土品は隣のアルテンシュタット（ガイスリンゲン）で発見されている。
しかしクーヘンの発展により重要であったのは、おそらく環状土塁フネンブルクの後継として建設されたシュピッツェンベルク城であった。その建設年代は正確には分かっていない（盗掘により出土品が個人所有として散逸したため）。クーヘンは計画的な集落として建設された。現在は連邦道路や新しい建築物によって不明確になっているが、歴史的な都市計画がかつてはその区画割に見ることができた。土塁と堀による防衛施設の跡も近年まで遺っていた。主軸の外れにヤーコブス教会がある。壁で囲まれたレリーフの遺跡はかつての教会堂のものであるが、以前想定されていたゲルマンの聖域とは関係がない。
クーヘンは、1228年に Cuchin という表記で初めて記録されている。当時この町はヘルフェンシュタイン伯の統治下にあった。1356年に市場開催権が与えられた。1396年に自由帝国都市ウルムの支配下に置かれた。帝国代表者会議主要決議に基づく陪臣化により、まず1803年にバイエルン選帝侯領（1806年からはバイエルン王国領）となったが、1810年の国境条約によりヴュルテンベルク王国領に移された。ここではオーバーアムト・ガイスリンゲンに属した。
ナチ時代のヴュルテンベルクの郡再編に伴いクーヘンは1938年にゲッピンゲン郡に属すこととなった。
1945年から1952年までクーヘンは、1945年にアメリカ占領地区に設けられたヴュルテンベルク＝バーデン州の一部となった。1952年にこの州は、新たにバーデン＝ヴュルテンベルク州に再編された。

## 住民

### 宗教
ウルムの宗教改革の影響によりクーヘンも1531年に福音主義化された。その後長らくローマ＝カトリック信者の住民はこの町にいなかったが、第二次世界大戦後に故郷を逐われた人々の流入によりカトリック信者の数がプロテスタント信者とほぼ等しくなった。2017年末の時点で福音主義信者の数は1901人、カトリック信者の数は1821人、そして1925人がその他の宗教の信者または無宗教である。

### 人口推移
出典: 1970年以降のデータは、バーデン＝ヴュルテンベルク州統計局のデータによる。
| 時期           | 人口（人） |
| -------------- | ---------- |
| 1837年         | 1,062      |
| 1907年         | 2,113      |
| 1939年05月17日 | 2,506      |
| 1950年09月13日 | 3,698      |
| 1970年05月27日 | 5,335      |
| 1983年12月31日 | 5,560      |
| 1987年05月25日 | 5,567      |
| 1991年12月31日 | 5,818      |
| 1995年12月31日 | 5,709      |
| 2005年12月31日 | 5,723      |
| 2010年12月31日 | 5,512      |
| 2015年12月31日 | 5,520      |
| 2020年12月31日 | 5,689      |

## 行政

クーヘンの町の幟

### 議会
クーヘンの町議会は18議席からなる。町議会は、これらの選出された名誉職の議員と議長を務める町長で構成されている。町長は町議会において投票権を有している。

### 首長
ベルント・レスナーは1993年から町長を務めており、2001年、2009年、2017年にそれぞれ再選されている。

### 紋章
図柄: 赤地と銀地に上下二分割。上部は4つの金色の山の上を歩く銀の象。幹部は金の蕊と緑の萼を持つ赤いバラ。
象は、ヘルフェンシュタイン伯にちなんだもので、バラはガイスリンゲンの市章から採られた。
白-赤の町の旗は1959年2月16日に内務省の認可を得た。

## 経済と社会資本

### 交通
クーヘンは、フィルスタール鉄道（シュトゥットガルト - ウルム）の沿線にあり、メトロポールエクスプレスが半時間ごとに運行して全国的な鉄道網とを結んでいる。
町内を連邦道10号シュトゥットガルト - ウルム線が通っている。

### 教育機関
クーヘンには基礎課程学校ゴットフリート＝フォン＝シュピッツェンベルク＝シューレがある。旧労働者住宅街にある SBI-幼稚園とキルヒガッセ幼稚園の2園の他にローマ＝カトリック教会が運営する幼稚園と福音主義教会が運営する幼稚園がある。

## 文化と見所

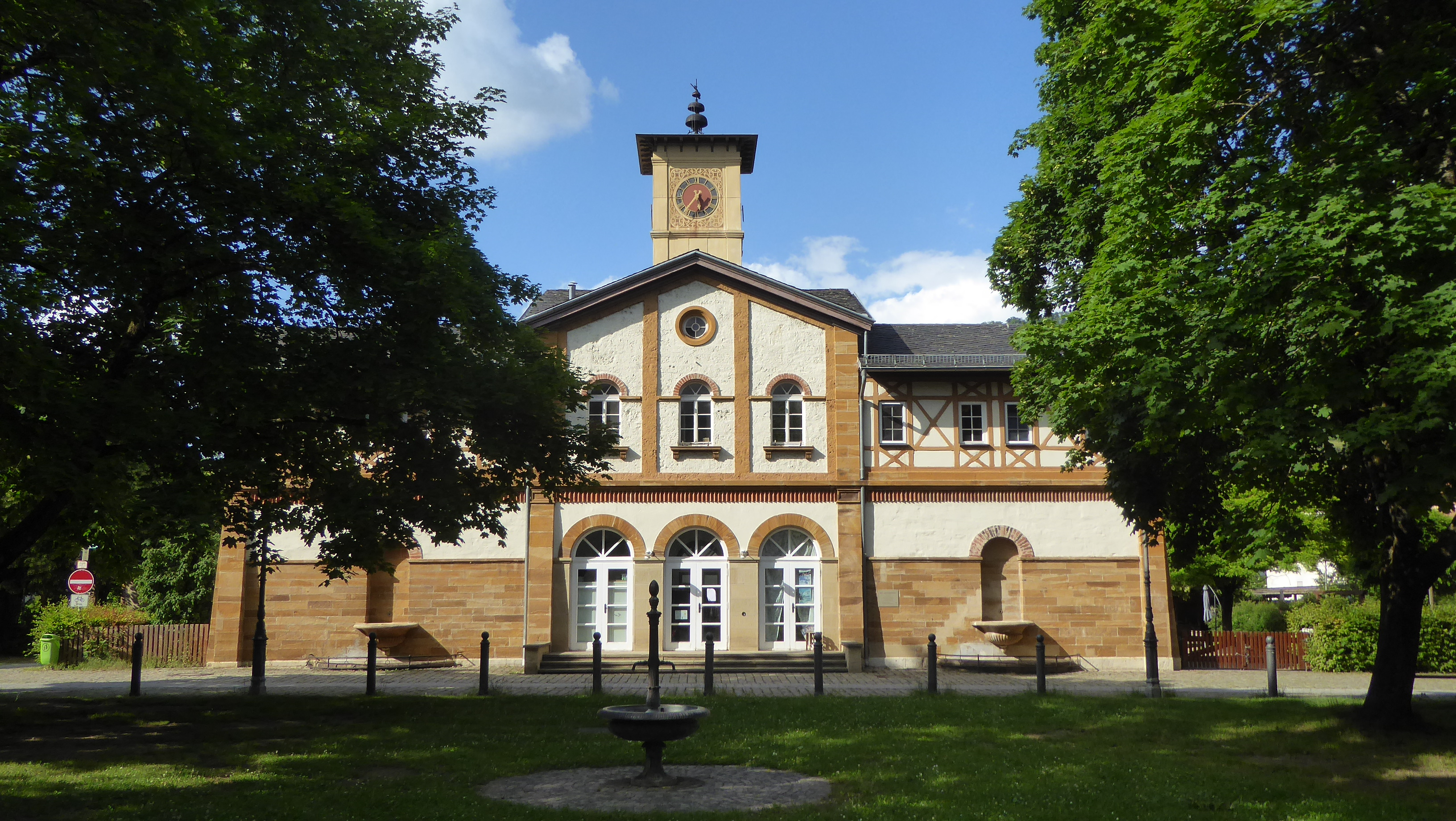
クーヘンの労働者住宅

### 建築
- ヤーコブス教会
- シュピッツェンベルク城
- クーヘンの歴史的な労働者住宅は、州最大のコットン紡績・織布業者が1857年から1869年に労働者のために建設した旧社宅街である。この集落は当時としては先進的な文化、レジャー、介護、健康施設を備えていた。1987年に南ドイツ綿花工業AGクーヘン (SBI) の倒産後、集落の一部は約2千万マルクを費やして再開発された[8]。

### スポーツ
クーヘンには大きなスポーツクラブが2つある。
- トゥルン・ウントシュポルトフェライン・クーヘン 1872 e.V.
- FTSV（フライアー・トゥルン・ウント・シュポルトフェライン）

## 関連図書
- Christoph Friedrich von Stälin, ed (1842). “Kuchen”. Beschreibung des Oberamts Geislingen. Die Württembergischen Oberamtsbeschreibungen 1824–1886. Band 17. Stuttgart / Tübingen: Cotta’sche Verlagsbuchhandlung. pp. 214–217